# Odostomia inflata
Odostomia inflata är en snäckart som beskrevs av Carpenter 1864. Odostomia inflata ingår i släktet Odostomia och familjen Pyramidellidae. Inga underarter finns listade i Catalogue of Life.